# Холи Мари Коумс
Холи Мари Коумс (енгл. Holly Marie Combs (IPA: ); Сан Дијего, Калифорнија, 3. децембар 1973) америчка је глумица и продуценткиња. Најпознатија је по улогама Кимберли Брок у серији Дрвене ограде и Пајпер Халивел у серији Чари.

## Приватни живот
Године 1993. венчала се са Брајаном Трависом Смитом, од којег се развела 1997. године. Касније је била верена са Стормом Линдоном, са којим се разишла 2000. године. Од 2001. године је живела са Дејвидом Донохоом, са којим се венчала 2004. године и са којим има три сина. Од Донохоа се развела новембра 2011. године.

## Филмографија
| Улоге      |                       |               |                             |                                         |
| Година     | Српски назив          | Изворни назив | Улога                       | Напомена                                |
| 1980-е     |                       |               |                             |                                         |
| 1988.      | Плес заљубљених       |               | Дебс Бун                    |                                         |
| 1989.      | Њујоршке приче        |               | гошћа на маскенбалу         | сегмент Живот без Зои                   |
| 1989.      | Рођен 4. јула         |               | Џени                        |                                         |
| 1990-е     |                       |               |                             |                                         |
| 1992.      | —                     |               | Ким                         |                                         |
| 1992.      | Доктор Гигл           |               | Џенифер Кембел              |                                         |
| 1992.      | —                     |               | Дајана                      |                                         |
| 1992—1996. | Дрвене ограде         |               | Кимберли Брок               | ТВ серија, главна улога                 |
| 1994.      | —                     |               | Аманда Хејл                 |                                         |
| 1995.      | —                     |               | Шерон                       |                                         |
| 1996.      | —                     |               | Софи Диматео / Тереза Собео |                                         |
| 1997.      | —                     |               | Ен Прајс                    | ТВ серија, 1 еп.                        |
| 1997.      | —                     |               | Дајен Замора                |                                         |
| 1997.      | —                     |               | Алекс Морел                 |                                         |
| 1998—2006. | Чари                  |               | Пајпер Халивел              | ТВ серија, главна улога и продуценткиња |
| 2000-е     |                       |               |                             |                                         |
| 2001.      | —                     |               | девојка                     | ТВ серија, 1 еп.                        |
| 2001.      | Играј своју игру      |               | Холи                        |                                         |
| 2003.      | Џејн тражи дечка      |               | Наташа Натли                |                                         |
| 2007.      | —                     |               | Кетрин Алден                |                                         |
| 2008.      | —                     |               | Ешли Тарнер                 | такође и извршна продуценткиња          |
| 2009.      | —                     |               | Џејни                       | такође и копродуценткиња                |
| 2010-е     |                       |               |                             |                                         |
| 2010.      | —                     |               | Карен Прескот               |                                         |
| 2011—2017. | Слатке мале лажљивице |               | Ела Монтогомери             | ТВ серија, 86 еп.                       |
| 2016.      | Љубав је компликована |               | Лија Таунсенд               |                                         |
| 2019.      | Увод у анатомију      |               | Хајди Питерсон              | ТВ серија, 1 еп.                        |

## Награде и номинације
| Година | Награда                  | Категорија                                 | Номиновано дело | Исход      |
| ------ | ------------------------ | ------------------------------------------ | --------------- | ---------- |
| 1994.  | Награда Удружења глумаца | Најбоља глумачка постава у драмској серији | Дрвене ограде   | Номинација |